# Măureni

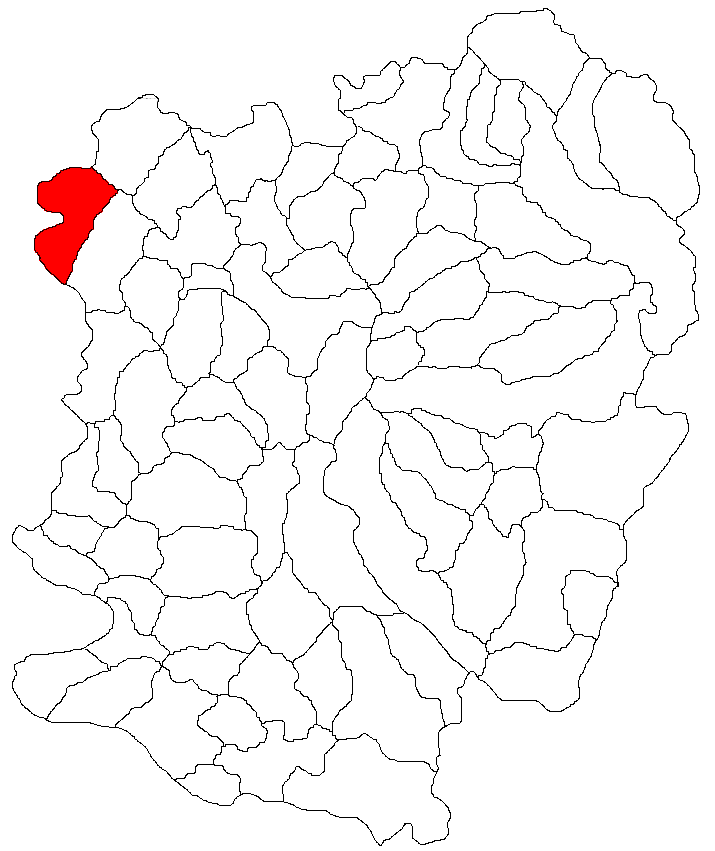
Lage der Gemeinde Măureni im Kreis Caraș-Severin

Măureni (früher Morițfeld; deutsch Moritzfeld, ungarisch Móricföld, bis 1894 Moritzfeld) ist eine rumänische Gemeinde. Sie liegt im Kreis Caraș-Severin in der historischen Region Banat.
Die Gemeinde besteht aus den beiden Dörfern Măureni und Șoșdea (Waldau).

## Geografische Lage
Măureni liegt im Nordosten des Kreises Caraș-Severin, dicht an der Grenze zum Kreis Timiș.

## Nachbarorte
| Gătaia       | Șoșdea                                      | Gherteniș |
| Sângeorge    | Kompassrose, die auf Nachbargemeinden zeigt | Berzovia  |
| Șemlacu Mare | Ferendia                                    | Tirol     |

## Geschichte
Der Ort bestand bereits einige Zeit als kleine Siedlung, als im Jahre 1784 eine bedeutende Entwicklung eintrat. Damals wurden 200 neue Häuser für eine Gruppe deutscher Siedler errichtet, die sich hier auf Anordnung der österreichischen Regierung niederließen. Noch im selben Jahr kamen die ersten 30 Familien in Moritzfeld an und in den Folgejahren ließen sich insgesamt 172 weitere deutsche Familien dort nieder.
Im Jahre 1786 erlangte die Gemeinde zum ersten Mal ihre administrative Unabhängigkeit; noch im selben Jahr begann man mit dem Bau der katholischen Kirche, die 1819 eingeweiht wurde.
Ein weiterer wichtiger Schritt erfolgte 1872/1873, als infolge eines Abkommens mit den betroffenen Gemeinden die Bahnstrecke Voiteg–Gătaia–Măureni–Reșița gebaut wurde.
Das Dorf musste jedoch in seiner Entwicklung einen herben Rückschlag hinnehmen, als am 12. Juni 1875 bei einem Brand 100 Häuser zerstört wurden.
Nach dem Österreichisch-Ungarischen Ausgleich (1867) wurde das Banat dem Königreich Ungarn innerhalb der Doppelmonarchie Österreich-Ungarn angegliedert.
Anfang des 20. Jahrhunderts wurde das Gesetz zur Magyarisierung der Ortsnamen (Ga. 4/1898) umgesetzt. Der amtliche Ortsname war Móricföld. Die ungarischen Ortsbezeichnungen blieben bis zur Verwaltungsreform von 1923 im Königreich Rumänien gültig, als die rumänischen Ortsnamen eingeführt wurden.
Der Vertrag von Trianon am 4. Juni 1920 hatte die Dreiteilung des Banats zur Folge, wodurch Măureni an das Königreich Rumänien fiel.
Măureni ist bis heute eine kleine Gemeinde mit rein ländlicher Wirtschaft geblieben. Allerdings haben sich dort in den letzten Jahren sowohl eine Lebensmittel- als auch eine Textilfabrik niedergelassen, von denen letztere durch italienische Unternehmer gefördert wird.

## Demografie
| 1880 | 3222 | 901  | 121 | 2102 | 98            |
| 1910 | 4260 | 1173 | 461 | 2608 | 18            |
| 1930 | 3800 | 1410 | 89  | 2273 | 28            |
| 1977 | 3087 | 2017 | 63  | 979  | 28            |
| 2002 | 2647 | 2521 | 41  | 66   | 19            |
| 2021 | 2556 | 2342 | 18  | 11   | 185 (11 Roma) |

## Söhne und Töchter
- Augustin Pacha (1870–1954), ehem. römisch-katholischer Bischof des Bistums Timișoara
- Stefan Pacha (1859–1924), Abtpfarrer von Timișoara-Fabric